# Ronnie Spector
Ronnie Spector, all'anagrafe Veronica Yvette Bennett (New York, 10 agosto 1943 – Danbury, 12 gennaio 2022), è stata una cantante statunitense, frontwoman del gruppo femminile The Ronettes.
È considerata una delle voci più note nella storia del rock, ed ha avuto un profondo impatto nell'evoluzione della musica popolare statunitense .
È citata come influenza da numerosi artisti tra i quali Brian Wilson, Billy Joel e Bruce Springsteen.
Era conosciuta come "l'originale cattiva ragazza del rock and roll".

## Biografia
Spector è nata Veronica Yvette Bennett  a East Harlem, New York City. Era la figlia di Beatrice e Louis Bennett; sua madre era afroamericana e cherokese, e suo padre era irlandese.
Bennett e sua sorella Estelle Bennett (1941-2009) furono incoraggiati a cantare dalla loro famiglia, così come la loro cugina Nedra Talley (nata nel 1946). Il trio formò le “Darling Sisters”, conosciute in seguito come Ronettes. Si esibivano negli anni ‘50 nei locali della loro città, mentre frequentavano la “George Washington High School” a Washington Heights.
Nel 1963 cominciò la collaborazione del gruppo con Phil Spector, che portò il gruppo al successo mondiale, prima di essere anche la causa dello scioglimento dello stesso, avvenuto nel 1967.
È morta nel 2022 all'età di 79 anni a causa di un cancro.

## Vita privata
Fu moglie di Phil Spector, la loro relazione era però diventata in breve tempo pericolosa per Ronnie (era spesso tenuta prigioniera in casa di Phil) e, a seguito dei conflitti tra i due, anche le Ronnettes si sciolsero.

## Popolarità
Ronnie è considerata una delle voci femminili più potenti e famose di sempre, ed è spesso citata come influenza da una grande varietà di artisti.
Le canzoni più note del gruppo, del quale era la voce principale, sono Be My Baby e I Can Hear Music.

## Discografia con le Ronettes e da solista

### Con le Ronettes
- Presenting The Fabulous Ronettes, 1965

### Raccolte, live e lavori solisti
- The Ronettes Featuring Veronica, 1965
- Siren, 1980
- The Ronettes Greatest Hits - Volume 1, 1981
- The Ronettes Greatest Hits - Volume 2, 1981
- Unfinished Business, 1987
- The Best of The Ronettes, 1992
- She Talks To Rainbows, 1999
- Something's Gonna Happen, 2003
- Last of the Rock Stars, 2006

## Galleria d'immagini

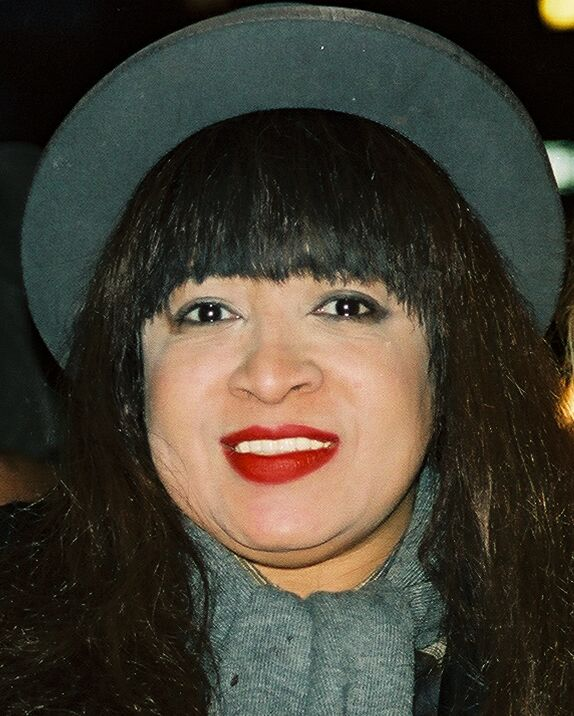
Ronnie Spector 2000.
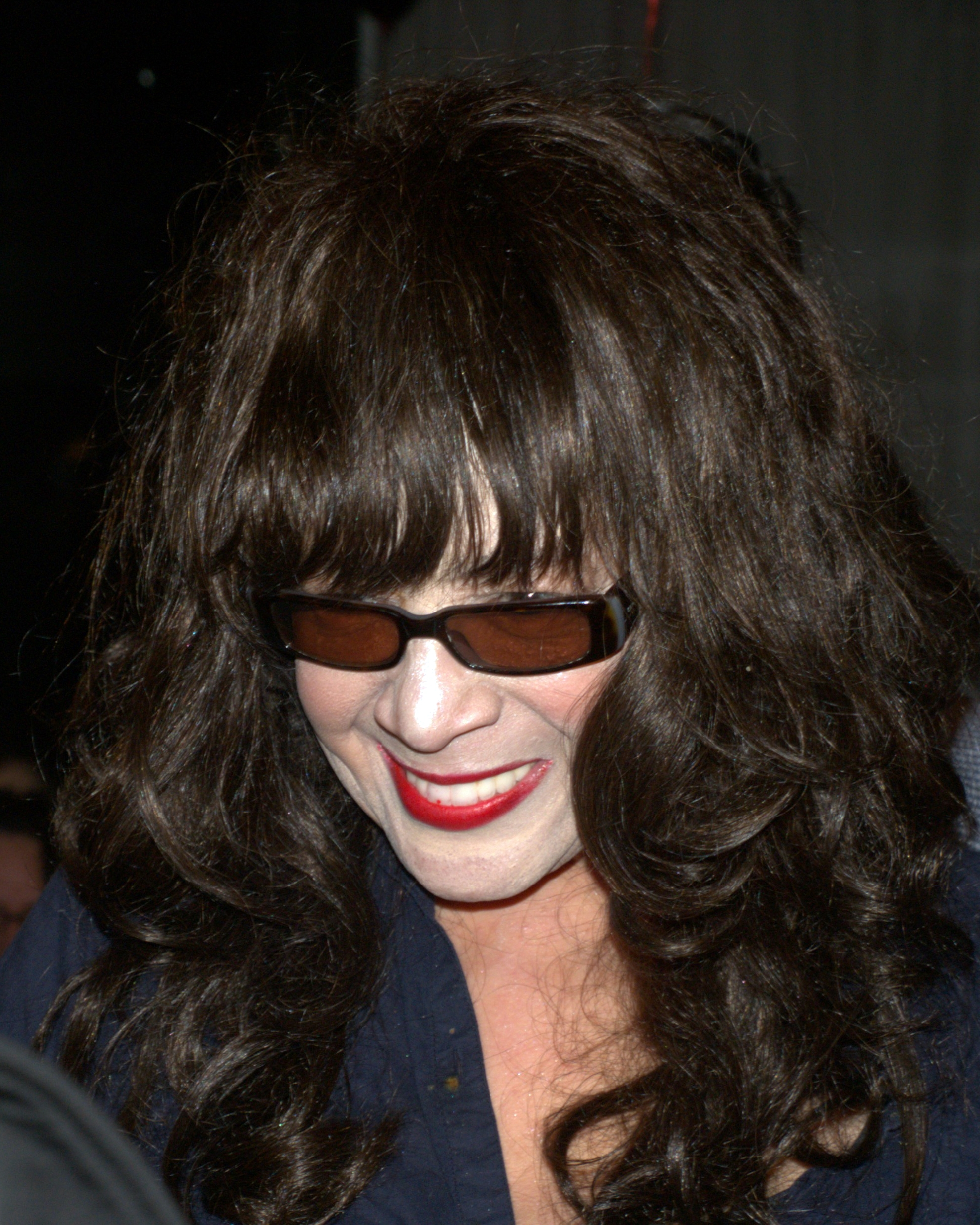
Ronnie Spector 2010.
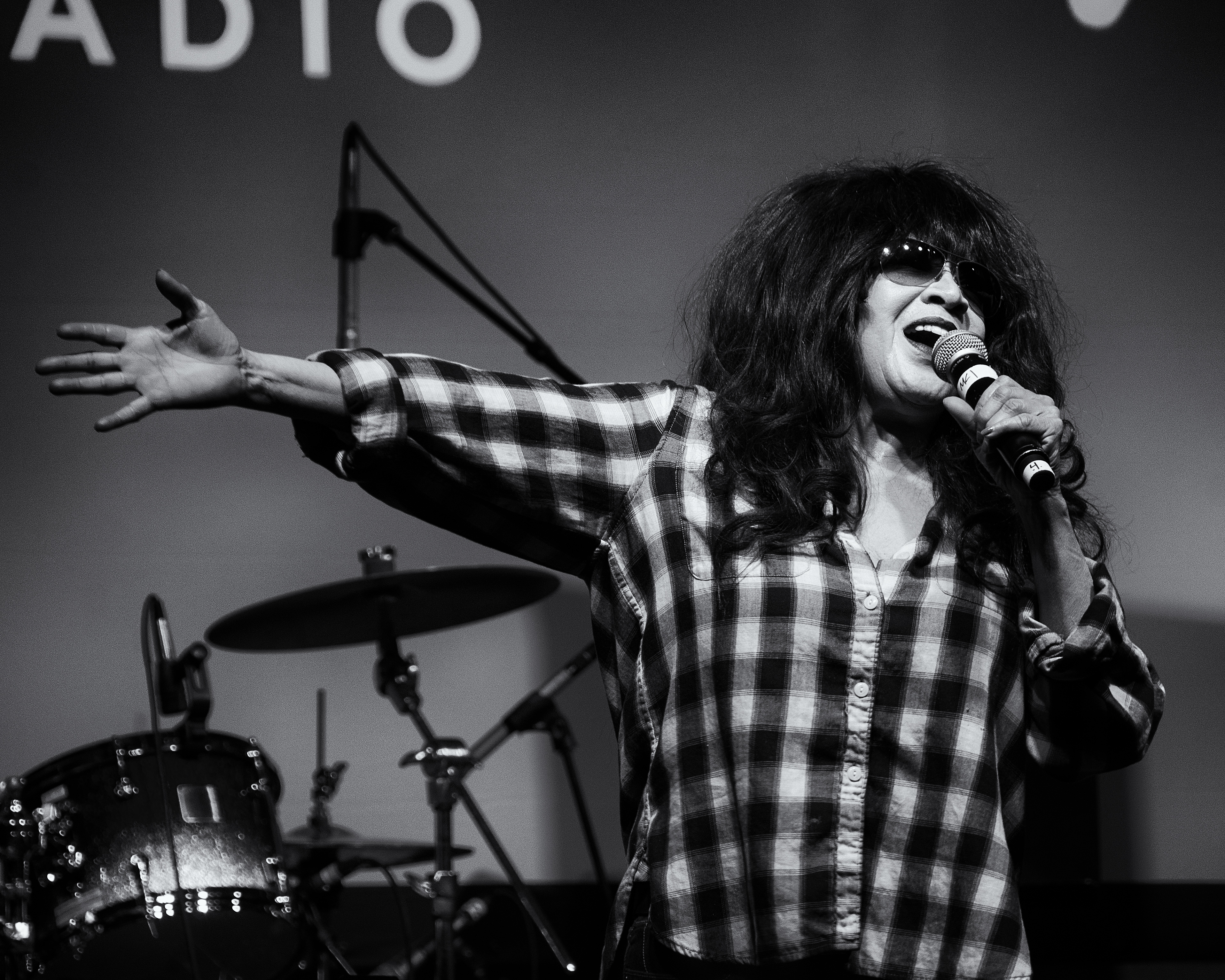
Ronnie Spector 2014.
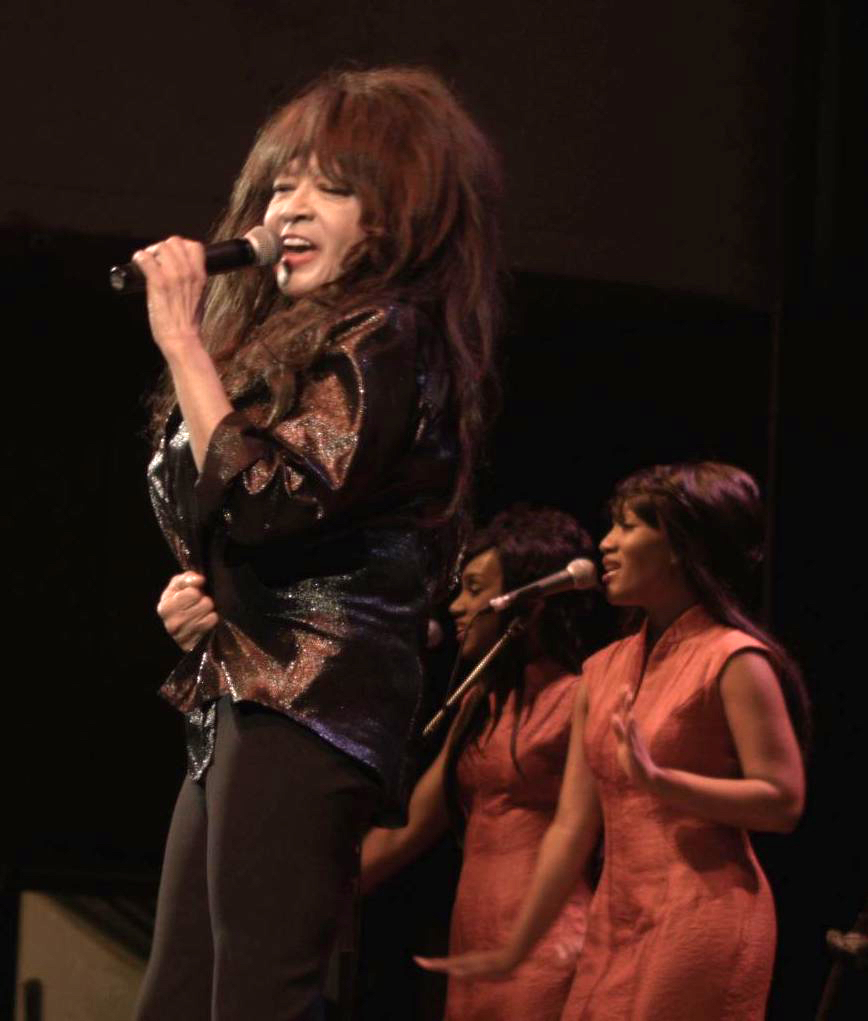
Ronnie Spector 2015.

## Partecipazioni
- Christmas Spirit...In My House[8] (2002)